# Filme do Desassossego
Filme do Desassossego é um filme português realizado por João Botelho, estreado em 29 de Setembro de 2010. O filme baseia-se no Livro do Desassossego do autor português Fernando Pessoa.

## Elenco[2]
- Cláudio da Silva... Bernardo Soares
- Pedro Lamares... Fernando Pessoa
- Ricardo Aibéo... dono do bar
- Suzie Peterson... emprega do bar
- Manuel João Vieira... bêbado corpulento
- Sérgio Grilo... bêbado franzino
- Sofia Leite... mulher de verde
- Cláudia Clemente... mulher de vermelho
- António Pedro Cerdeira... homem de gravata verde
- Maria Antunes... mulher de azul
- André Gomes... homem de gravata rosa
- Valéria Brites... menina
- Miguel Moreira... homem nu
- Mónica Calle... mulher nua
- Margarida Vila-Nova... mãe
- João Barbosa... chefe de mesa
- Graciano Dias... empregado de mesa
- Ana Moreira... rapariga pálida
- Marta Mateus... mulher funeral
- Carlos Costa... homem funeral
- Rui Morisson... homem funeral
- José Eduardo... vagabundo
- Suzana Borges... senhora no restaurante
- Luísa Cruz... senhora no restaurante
- João Ricardo... cozinheiro
- Timóteo dos Santos... rapaz das saladas
- Sofia Marques... pobre
- Laura Soveral... pobre
- Paulo Filipe... pobre
- Dinis Gomes... jovem clássico
- Alexandra Lencastre... centro da mesa
- Marcelo Urgeghe... "Moreira" e Luís II da Baviera
- Rita Blanco... mulher da gramática
- Miguel Guilherme... homem da gramática
- Keara Domingos... stripper
- Catarina Wallenstein... educadora sentimental
- Tatiana Santos... bailarina
- Pedro Borralho... bailarino